# Shahrak-e Māzeh Sūkhteh
Shahrak-e Māzeh Sūkhteh (persiska: شهرك مازه سوخته) är en ort i Iran.   Den ligger i provinsen Chahar Mahal och Bakhtiari, i den centrala delen av landet, 400 km söder om huvudstaden Teheran. Shahrak-e Māzeh Sūkhteh ligger 1 836 meter över havet och antalet invånare är 201.
Terrängen runt Shahrak-e Māzeh Sūkhteh är bergig norrut, men söderut är den kuperad. Runt Shahrak-e Māzeh Sūkhteh är det ganska glesbefolkat, med 42 invånare per kvadratkilometer. Närmaste större samhälle är Hūshūt, 15,5 km söder om Shahrak-e Māzeh Sūkhteh. Trakten runt Shahrak-e Māzeh Sūkhteh består i huvudsak av gräsmarker.